# FCM Young Boys Diekirch
Maillots
Le FCM Young Boys Diekirch est un club de football luxembourgeois fondé en 1908.
Le club évolue lors de la saison 2024-2025 en 1.Division, le troisième échelon du football luxembourgeois.

## Historique
Le club de football est successivement promu en division nationale en 1916, 1950 et 1978. Le club joue dès la saison 2019-2020 en Division 1. Connu par son jeune équipe, le club essaie de mettre l'accent sur la jeunesse diekirchoise. 

## Palmarès
| Championnat du Luxembourg - Division 2 : 1977, 1988, 1992 et 1999 - Division 3 : 1916, 1924, 1936 et 1974 - Division 4 : 1922 |